# Ficus polita
Ficus polita är en mullbärsväxtart. Ficus polita ingår i släktet fikonsläktet, och familjen mullbärsväxter.

## Underarter
Arten delas in i följande underarter:
- F. p. brevipedunculata
- F. p. polita